# Cúp bóng đá liên lục địa (1960–2004)
Cúp bóng đá liên lục địa (tiếng Anh: Intercontinental Cup), còn được gọi là Cúp châu Âu/Nam Mỹ, là một giải đấu bóng đá do UEFA (Liên đoàn bóng đá châu Âu) và CONMEBOL (Liên đoàn bóng đá Nam Mỹ) đồng tổ chức. Giải đấu được khởi xướng vào năm 1960, ban đầu chỉ là trận đấu giữa đội đương kim vô địch châu Âu (UEFA Champions League) và đội đương kim vô địch Nam Mỹ (Copa Libertadores). Từ năm 1980, giải đấu do Nhật Bản tổ chức và hãng xe hơi Toyota là nhà tài trợ chính nên tên giải được đặt là Toyota Cup. Năm 2005, FIFA thành lập Giải vô địch thế giới các câu lạc bộ để thay thế cho Cúp liên lục địa.
Bàn thắng đầu tiên trong lịch sử các trận chung kết Cúp Liên lục địa thuộc về huyền thoại người Hungary, Ferenc Puskas của Real Madrid. Chân sút hay nhất trong lịch sử các trận tranh Cúp Liên lục địa là Pelé với 7 bàn vào lưới Benfica và Milan khi ông thi đấu cho Santos FC vào các năm 1962 và 1963.
Tất cả các đội giành chiến thắng được gọi là "Câu lạc bộ vô địch thế giới". Nhà vô địch đầu tiên là Real Madrid của Tây Ban Nha khi đánh bại đội bóng Peñarol của Uruguay năm 1960. Đội bóng vô địch giải đấu cuối cùng là Porto của Bồ Đào Nha khi thắng Once Caldas của Colombia sau loạt sút luân lưu năm 2004.

## Kết quả
| dagger | Trận đấu phân định thắng thua trong hiệp phụ            |
| *      | Trận đấu phân định thắng thua bằng loạt sút luân lưu    |
| ‡      | Trận play-off                                           |
| #      | Á quân châu Âu tham dự thay thế cho nhà vô địch châu Âu |

| Năm  | Quốc gia                                                  | Vô địch           | Tỷ số | Á quân                    | Quốc gia | Sân vận động                      | Địa điểm                | Chú thích |
| ---- | --------------------------------------------------------- | ----------------- | ----- | ------------------------- | -------- | --------------------------------- | ----------------------- | --------- |
| 1960 | ESP                                                       | Real Madrid       | 0–0   | Peñarol                   | URU      | Sân vận động Centenario           | Montevideo, Uruguay     |           |
| 1960 | ESP                                                       | Real Madrid       | 5–1   | Peñarol                   | URU      | Sân vận động Santiago Bernabéu    | Madrid, Tây Ban Nha     |           |
| 1961 | URU                                                       | Peñarol           | 0–1   | Benfica                   | POR      | Estádio da Luz                    | Lisbon, Bồ Đào Nha      |           |
| 1961 | URU                                                       | Peñarol           | 5–0   | Benfica                   | POR      | Sân vận động Centenario           | Montevideo, Uruguay     |           |
| 1961 | URU                                                       | Peñarol           | ‡2–1‡ | Benfica                   | POR      | Sân vận động Centenario           | Montevideo, Uruguay     |           |
| 1962 | BRA                                                       | Santos            | 3–2   | Benfica                   | POR      | Maracanã                          | Rio de Janeiro, Brasil  |           |
| 1962 | BRA                                                       | Santos            | 5–2   | Benfica                   | POR      | Estádio da Luz                    | Lisbon, Bồ Đào Nha      |           |
| 1963 | BRA                                                       | Santos            | 2–4   | Milan                     | ITA      | San Siro                          | Milan, Ý                |           |
| 1963 | BRA                                                       | Santos            | 4–2   | Milan                     | ITA      | Maracanã                          | Rio de Janeiro, Brasil  |           |
| 1963 | BRA                                                       | Santos            | ‡1–0‡ | Milan                     | ITA      | Maracanã                          | Rio de Janeiro, Brasil  |           |
| 1964 | ITA                                                       | Internazionale    | 0–1   | Independiente             | ARG      | La Doble Visera                   | Avellaneda, Argentina   |           |
| 1964 | ITA                                                       | Internazionale    | 2–0   | Independiente             | ARG      | San Siro                          | Milan, Ý                |           |
| 1964 | ITA                                                       | Internazionale    | ‡1–0‡ | Independiente             | ARG      | Sân vận động Santiago Bernabéu    | Madrid, Tây Ban Nha     |           |
| 1965 | ITA                                                       | Internazionale    | 3–0   | Independiente             | ARG      | San Siro                          | Milan, Ý                |           |
| 1965 | ITA                                                       | Internazionale    | 0–0   | Independiente             | ARG      | La Doble Visera                   | Avellaneda, Argentina   |           |
| 1966 | URU                                                       | Peñarol           | 2–0   | Real Madrid               | ESP      | Sân vận động Centenario           | Montevideo, Uruguay     |           |
| 1966 | URU                                                       | Peñarol           | 2–0   | Real Madrid               | ESP      | Sân vận động Santiago Bernabéu    | Madrid, Tây Ban Nha     |           |
| 1967 | ARG                                                       | Racing            | 0–1   | Celtic                    | SCO      | Hampden Park                      | Glasgow, Scotland       |           |
| 1967 | ARG                                                       | Racing            | 2–1   | Celtic                    | SCO      | El Cilindro                       | Avellaneda, Argentina   |           |
| 1967 | ARG                                                       | Racing            | ‡1–0‡ | Celtic                    | SCO      | Sân vận động Centenario           | Montevideo, Uruguay     |           |
| 1968 | ARG                                                       | Estudiantes       | 1–0   | Manchester United         | ENG      | Estadio Camilo Cichero            | Buenos Aires, Argentina |           |
| 1968 | ARG                                                       | Estudiantes       | 1–1   | Manchester United         | ENG      | Old Trafford                      | Manchester, Anh         |           |
| 1969 | ITA                                                       | Milan             | 3–0   | Estudiantes               | ARG      | San Siro                          | Milan, Ý                |           |
| 1969 | ITA                                                       | Milan             | 1–2   | Estudiantes               | ARG      | Estadio Camilo Cichero            | Buenos Aires, Argentina |           |
| 1970 | NED                                                       | Feyenoord         | 2–2   | Estudiantes               | ARG      | Estadio Camilo Cichero            | Buenos Aires, Argentina |           |
| 1970 | NED                                                       | Feyenoord         | 1–0   | Estudiantes               | ARG      | De Kuip                           | Rotterdam, Hà Lan       |           |
| 1971 | URU                                                       | Nacional          | 1–1   | Panathinaikos#            | GRE      | Sân vận động Karaiskakis          | Piraeus, Hy Lạp         |           |
| 1971 | URU                                                       | Nacional          | 2–1   | Panathinaikos#            | GRE      | Sân vận động Centenario           | Montevideo, Uruguay     |           |
| 1972 | NED                                                       | Ajax              | 1–1   | Independiente             | ARG      | La Doble Visera                   | Avellaneda, Argentina   |           |
| 1972 | NED                                                       | Ajax              | 3–0   | Independiente             | ARG      | Olympic Stadium                   | Amsterdam, Hà Lan       |           |
| 1973 | ARG                                                       | Independiente     | 1–0   | Juventus#                 | ITA      | Sân vận động Olimpico             | Roma, Ý                 |           |
| 1973 | Second leg was not played. Independiente declared winner. |                   |       |                           |          |                                   |                         |           |
| 1974 | ESP                                                       | Atlético Madrid#  | 0–1   | Independiente             | ARG      | La Doble Visera                   | Avellaneda, Argentina   |           |
| 1974 | ESP                                                       | Atlético Madrid#  | 2–0   | Independiente             | ARG      | Sân vận động Vicente Calderón     | Madrid, Tây Ban Nha     |           |
| 1976 | FRG                                                       | Bayern Munich     | 2–0   | Cruzeiro                  | BRA      | Sân vận động Olympic              | Munich, Tây Đức         |           |
| 1976 | FRG                                                       | Bayern Munich     | 0–0   | Cruzeiro                  | BRA      | Mineirão                          | Belo Horizonte, Brasil  |           |
| 1977 | ARG                                                       | Boca Juniors      | 2–2   | Borussia Mönchengladbach# | FRG      | La Bombonera                      | Buenos Aires, Argentina |           |
| 1977 | ARG                                                       | Boca Juniors      | 3–0   | Borussia Mönchengladbach# | FRG      | Wildparkstadion                   | Karlsruhe, Tây Đức      |           |
| 1979 | PAR                                                       | Olimpia           | 1–0   | Malmö FF#                 | SWE      | Malmö Stadion                     | Malmö, Thụy Điển        |           |
| 1979 | PAR                                                       | Olimpia           | 2–1   | Malmö FF#                 | SWE      | Sân vận động Defensores del Chaco | Asunción, Paraguay      |           |
| 1980 | URU                                                       | Nacional          | 1–0   | Nottingham Forest         | ENG      | Sân vận động Quốc gia             | Tokyo, Nhật Bản         |           |
| 1981 | BRA                                                       | Flamengo          | 3–0   | Liverpool                 | ENG      | Sân vận động Quốc gia             |                         |           |
| 1982 | URU                                                       | Peñarol           | 2–0   | Aston Villa               | ENG      | Sân vận động Quốc gia             |                         |           |
| 1983 | BRA                                                       | Grêmio            | 2–1   | Hamburg                   | FRG      | Sân vận động Quốc gia             |                         |           |
| 1984 | ARG                                                       | Independiente     | 1–0   | Liverpool                 | ENG      | Sân vận động Quốc gia             |                         |           |
| 1985 | ITA                                                       | Juventus          | *2–2* | Argentinos Juniors        | ARG      | Sân vận động Quốc gia             | [a]                     |           |
| 1986 | ARG                                                       | River Plate       | 1–0   | Steaua București          | ROU      | Sân vận động Quốc gia             |                         |           |
| 1987 | POR                                                       | Porto             | 2–1   | Peñarol                   | URU      | Sân vận động Quốc gia             |                         |           |
| 1988 | URU                                                       | Nacional          | *2–2* | PSV Eindhoven             | NED      | Sân vận động Quốc gia             | [b]                     |           |
| 1989 | ITA                                                       | Milan             | 1–0   | Atlético Nacional         | COL      | Sân vận động Quốc gia             |                         |           |
| 1990 | ITA                                                       | Milan             | 3–0   | Olimpia                   | PAR      | Sân vận động Quốc gia             |                         |           |
| 1991 | YUG                                                       | Red Star Belgrade | 3–0   | Colo-Colo                 | CHI      | Sân vận động Quốc gia             |                         |           |
| 1992 | BRA                                                       | São Paulo         | 2–1   | Barcelona                 | ESP      | Sân vận động Quốc gia             |                         |           |
| 1993 | BRA                                                       | São Paulo         | 3–2   | Milan#                    | ITA      | Sân vận động Quốc gia             | [c]                     |           |
| 1994 | ARG                                                       | Vélez Sársfield   | 2–0   | Milan                     | ITA      | Sân vận động Quốc gia             |                         |           |
| 1995 | NED                                                       | Ajax              | *0–0* | Grêmio                    | BRA      | Sân vận động Quốc gia             | [d]                     |           |
| 1996 | ITA                                                       | Juventus          | 1–0   | River Plate               | ARG      | Sân vận động Quốc gia             |                         |           |
| 1997 | GER                                                       | Borussia Dortmund | 2–0   | Cruzeiro                  | BRA      | Sân vận động Quốc gia             |                         |           |
| 1998 | ESP                                                       | Real Madrid       | 2–1   | Vasco da Gama             | BRA      | Sân vận động Quốc gia             |                         |           |
| 1999 | ENG                                                       | Manchester United | 1–0   | Palmeiras                 | BRA      | Sân vận động Quốc gia             |                         |           |
| 2000 | ARG                                                       | Boca Juniors      | 2–1   | Real Madrid               | ESP      | Sân vận động Quốc gia             |                         |           |
| 2001 | GER                                                       | Bayern Munich     | 1–0   | Boca Juniors              | ARG      | Sân vận động Quốc gia             |                         |           |
| 2002 | ESP                                                       | Real Madrid       | 2–0   | Olimpia                   | PAR      | Sân vận động Quốc tế              | Yokohama, Nhật Bản      |           |
| 2003 | ARG                                                       | Boca Juniors      | *1–1* | Milan                     | ITA      | Sân vận động Quốc tế              | [e]                     |           |
| 2004 | POR                                                       | Porto             | *0–0* | Once Caldas               | COL      | Sân vận động Quốc tế              | [f]                     |           |

## Thống kê

### Theo câu lạc bộ
Năm đội đã giành được danh hiệu ba lần: Boca Juniors (1977, 2000, 2003), Milan (1969, 1989, 1990), Nacional (1971, 1980, 1988), Peñarol (1961, 1966, 1982), và Real Madrid (1960, 1998, 2002).

### Theo quốc gia
| Quốc gia                      | Các đội | Số cúp | Số năm                                               |
| ----------------------------- | ------- | ------ | ---------------------------------------------------- |
| Argentine Primera Division    | 6       | 9      | 1967, 1968, 1973, 1977, 1984, 1986, 1994, 2000, 2003 |
| Serie A                       | 3       | 7      | 1964, 1965, 1969, 1985, 1989, 1990, 1996             |
| Campeonato Brasileiro Série A | 4       | 6      | 1962, 1963, 1981, 1983, 1992, 1993                   |
| Uruguayan Primera Division    | 2       | 6      | 1961, 1966, 1971, 1980, 1982, 1988                   |
| La Liga                       | 2       | 4      | 1960, 1974, 1998, 2002                               |
| Eredivisie                    | 2       | 3      | 1970, 1972, 1995                                     |
| Bundesliga                    | 2       | 3      | 1976, 1997, 2001                                     |
| Primeira Liga                 | 1       | 2      | 1987, 2004                                           |
| Paraguayan Primera Division   | 1       | 1      | 1979                                                 |
| Yugoslav First League         | 1       | 1      | 1991                                                 |
| Premier League                | 1       | 1      | 1999                                                 |

### Theo liên đoàn
| Liên đoàn | Số đội | Số quốc gia | Số cúp |
| --------- | ------ | ----------- | ------ |
| CONMEBOL  | 13     | 4           | 22     |
| UEFA      | 12     | 7           | 21     |

### Huấn luyện viên
Carlos Bianchi giành được ba chức vô địch với tư cách là huấn luyện viên: 1 với Vélez Sársfield năm 1994 và 2 với Boca Juniors năm 2000 và năm 2003.
Luis Cubilla và Juan Mujica cả hai ông đều là người Uruguay giành chức vô địch với tư cách cầu thủ và huấn luyện viên:
- Luis Cubilla (Cầu thủ của Peñarol năm 1961 và Nacional năm 1971; làm huấn luyện viên Olimpia năm 1979)
- Juan Mujica (Cầu thủ của Nacional năm 1971 và làm huấn luyện viên năm 1980)

### Cầu thủ
- Alessandro Costacurta và Paolo Maldini tham dự 5 lần giải đấu, tất cả với Milan (1989, 1990, 1993, 1994, 2003).
- Estudiantes (1968, 1969 và 1970) và Independiente (1972, 1973 và 1974) tham dự 3 năm liên tiếp. Trong số các đội này một vài cầu thủ đã chơi ba năm, bao gồm: Carlos Salvador Bilardo và Juan Ramón Verón.

### Cầu thủ xuất sắc nhất trận chung kết
Kể từ năm 1980
| Năm  | Cầu thủ              | Câu lạc bộ        |
| ---- | -------------------- | ----------------- |
| 1980 | Waldemar Victorino   | Nacional          |
| 1981 | Zico                 | Flamengo          |
| 1982 | Jair                 | Peñarol           |
| 1983 | Renato Gaúcho        | Grêmio            |
| 1984 | José Percudani       | Independiente     |
| 1985 | Michel Platini       | Juventus          |
| 1986 | Antonio Alzamendi    | River Plate       |
| 1987 | Rabah Madjer         | Porto             |
| 1988 | Santiago Ostolaza    | Nacional          |
| 1989 | Alberigo Evani       | Milan             |
| 1990 | Frank Rijkaard       | Milan             |
| 1991 | Vladimir Jugović     | Red Star Belgrade |
| 1992 | Raí                  | São Paulo         |
| 1993 | Toninho Cerezo       | São Paulo         |
| 1994 | Omar Asad            | Vélez Sársfield   |
| 1995 | Danny Blind          | Ajax              |
| 1996 | Alessandro Del Piero | Juventus          |
| 1997 | Andreas Möller       | Borussia Dortmund |
| 1998 | Raúl                 | Real Madrid       |
| 1999 | Ryan Giggs           | Manchester United |
| 2000 | Martín Palermo       | Boca Juniors      |
| 2001 | Samuel Kuffour       | Bayern Munich     |
| 2002 | Ronaldo              | Real Madrid       |
| 2003 | Matías Donnet        | Boca Juniors      |
| 2004 | Maniche              | Porto             |